# Garry Marshall
Garry Marshall, nome artístico de Garry Kent Marshall (Bronx, 13 de novembro de 1934 – Burbank, 19 de julho de 2016) foi um diretor, ator, produtor, e roteirista estadunidense.
É conhecido por seus filmes Happy Days, The Odd Couple, Nothing in Common, Dear God, Pretty Woman, Frankie and Johnny, Runaway Bride, Georgia Rule, Valentine's Day, New Year's Eve e Beaches.

## Biografia
Garry nasceu no Bronx, em 1934. Era filho de Anthony "Tony" Masciarelli (posteriormente Anthony Wallace Marshall; 1906–1999), diretor de comerciais e produtor, e de Marjorie Irene Marshall (1908–1983), professora e dona de uma escola de dança. Garry Marshall era irmão da também cineasta Penny Marshall e de Ronny Marshall Hallin, produtor de televisão. Seu pai era de ascendência italiana, sendo que sua família se mudou de San Martino sulla Marrucina, Chieti, Abruzzo, enquanto a família de sua mãe tinha origens inglesas, alemãs e escocesas.
Seu pai mudou o sobrenome italiano Masciarelli para Marshall pouco antes de Garry nascer. Garry foi batizado na igreja presbiteriana e criado como luterano por um tempo. Estudou na De Witt Clinton High School e, quando se formou no ensino médio, ingressou na Universidade Northwestern, onde escreveria na coluna de esportes do jornal do campus, The Daily Northwestern e membro da fraternidade Alpha Tau Omega.
No começo de 1956, Garry serviu por um período no Exército dos Estados Unidos como escritor para o periódico Stars and Stripes e para o Seoul News, além de ter sido o produtor chefe da Rede das Forças Americanas, na Coreia.

## Carreira
Garry começou sua carreira como roteirista de comediantes como Joey Bishop e Phil Foster, depois tornando-se roterista para o The Tonight Show, com Jack Paar. Originalmente, trabalhou junto de Fred Freeman.
Em 1961, Garry e Freeman se mudara para Hollywood, onde começaram a escrever para programas como The Joey Bishop Show. Freeman, por sua vez, não gostava de trabalhar para programas de TV e resolveu voltar para Nova Iorque. Garry logo começou a escrever com Jerry Belson, com quem trabalhou por boa parte dos anos 1960. Eles trabalharam no The Joey Bishop Show, no The Dick Van Dyke Show, The Danny Thomas Show e The Lucy Show.
Sua primeira série como produtor e criador foi Hey, Landlord, que durou apenas uma temporada, de 1966 a 1967. Ele então adaptou a peça de Neil Simon, The Odd Couple, para a televisão. Na década de 1970, trabalhou sozinho ou com outros roteiristas em Happy Days, Laverne & Shirley, estrelada por sua irmã Penny, Mork & Mindy, que ele produziu junto de Thomas L. Miller, Robert L. Boyett, e Edward K. Milkis. Ele também foi o criador de Makin' It, que os três produtores acima produziram.
Na década de 1980, ele conheceu Héctor Elizondo enquanto jogava basquete e os dois se tornaram grandez amigos. Elizondo apareceu em todos os filmes que Garry Marshall dirigiu, começando por Young Doctors in Love. Elizondo disse uma vez que ele estava em todos os contratos firmados por Garry, ele querendo atuar no filme ou não.

## Vida pessoal
Garry se casou com Barbra Sue Wells em 9 de março de 1963 e juntos tiveram 3 filhos, incluindo o diretor Scott Marshall.

## Morte
Garry morreu na manhã de 19 de julho de 2016, aos 81 anos, em um hospital de Burbank, na Califórnia, devido a complicações relacionadas a uma pneumonia depois de ter sofrido um AVC.

## Filmografia

### Como diretor
- 2011 - New Year's Eve (br: Noite de Ano Novo / pt: Ano Novo, Vida Nova!)
- 2010 - Valentine's Day (2010) (br: Idas e Vindas do Amor / pt: Dia dos Namorados)
- 2007 -  Georgia Rule  (br: Ela é a Poderosa / pt: Regras para Ser Feliz)
- 2004 - The Princess Diaries 2: Royal Engagement (br: O Diário da Princesa 2 / pt: O Diário da Princesa: Noivado Real)
- 2004 - Raising Helen (br: Um Presente para Helen / pt: A Educação de Helen)
- 2001 - The Princess Diaries (br /pt: O Diário da Princesa)
- 1999 - Runaway Bride (br / pt: Noiva em Fuga)
- 1999 - The Other Sister (br: Simples como Amar / pt: A Outra Irmã)
- 1996 - Dear God (br: Deus nos Acuda! / pt: Querido Deus)
- 1994 - Exit to Eden (br: O amor é uma grande fantasia / pt:)
- 1991 - Frankie and Johnny (br / pt: Frankie e Johnny)
- 1990 - Pretty Woman (br: Uma Linda Mulher / pt: Um Sonho de Mulher)
- 1988 - Beaches (br / pt: Amigas para Sempre)
- 1987 - The Lottery
- 1987 - Overboard (br: Um Salto para a Felicidade / pt: Pela Borda Fora)
- 1986 - Nothing in Common (br/pt: Nada em Comum)
- 1984 - The Flamingo Kid (br: Um Estranho Casal / pt:)
- 1982 - Young Doctors in Love (br: Médicos Loucos e Apaixonados / pt: Jovens Médicos Apaixonados)

### Como ator
- 2006 - Keeping Up with the Steins
- 2005 - Chicken Little (voz)
- 2003 - Mute
- 2003 - They Call Him Sasquatch
- 2003 - The Long Ride Home
- 2003 - Devil's Knight
- 2002 - Mother Ghost
- 2002 - Orange County
- 2001 - The Hollywood Sign
- 2001 - Tomcats
- 2000 - Can't Be Heaven
- 2000 - This Space Between Us
- 2000 - It's a Shame About Ray
- 1999 - Runaway Bride
- 1999 - Never Been Kissed
- 1998 - With Friends Like These…
- 1996 - Dear God
- 1995 - Statistically Speaking
- 1994 - Exit to Eden
- 1993 - Hocus Pocus
- 1992 - A League of Their Own
- 1991 - Soapdish
- 1990 - Pretty Woman
- 1990 - Secret Agent OO Soul
- 1988 - Beaches
- 1987 - Overboard
- 1986 - Jumpin' Jack Flash
- 1985 - Lost in America
- 1977 - Grand Theft Auto
- 1968 - Psych-Out
- 1968 - Maryjane
- 1961 - Toller Hecht auf krummer Tour

### Como roteirista
- 1999 - The Other Sister
- 1984 - The Flamingo Kid
- 1975 a 1978 - Happy Days (seriado de televisão - 7 episódios)
- 1978 - Mork & Mindy (seriado de televisão - número desconhecido de episódios)
- 1976 e 1977 - Laverne & Shirley (seriado de televisão - 3 episódios)
- 1970 a 1973 - The Odd Couple (seriado de televisão - 8 episódios)
- 1972 - Me and the Chimp (seriado de televisão - criador)
- 1970 - Barefoot in the Park (seriado de televisão - número de episódios desconhecido)
- 1970 - The Grasshopper
- 1969 - Love, American Style (seriado de televisão - número desconhecido de episódios)
- 1968 - How Sweet It Is!
- 1966 - Hey, Landlord (seriado de televisão - número desconhecido de episódios)
- 1865 - I Spy (seriado de televisão - um episódio)
- 1964 - Bob Hope Presents the Chrysler Theatre (1 episódio)
- 1964 - Gomer Pyle, U.S.M.C. (seriado de televisão - número desconhecido de episódios)
- 1962 - The Lucy Show (seriado de televisão - número desconhecido de episódios)
- 1961 - The Dick Van Dyke Show (seriado de televisão - número desconhecido de episódios)
- 1953 - Make Room for Daddy (seriado de televisão - número desconhecido de episódios)

## Prêmios e nomeações
- Recebeu uma nomeação ao BAFTA de Melhor Filme, por Pretty Woman, em 1991.
- Recebeu uma nomeação ao César de Melhor Filme Estrangeiro, por Pretty Woman, em 1991.